# 무장 투쟁
혁명 이론 일반에 있어서 무장 투쟁 또는 무장 봉기는 혁명의 마지막 단계에서 전위 세력이 충분한 대중적 지지를 기반으로 조직적으로 폭력을 사용해 기존의 지배 세력을 타도하여 체제와 권력 교체를 가져올 때 사용되는 전술이다.

## 역사적 사례

### 공산주의
- 볼셰비키의 10월 혁명 및 러시아 내전(1917년 ~ 1922년)
- 중국 공산당의 국공내전(1927년 ~ 1937년, 1946년 ~ 1949년)
- 유고슬라비아 공산주의자 동맹의 유고슬라비아 혁명(1940년 ~ 1944년)
- 조선인민유격대의 빨치산 투쟁(1949년 ~ 1963년)
- 베트콩의 베트남 전쟁(1960년 ~ 1975년)
- 산디니스타 민족해방전선의 반 소모사 무장 투쟁(1961년 ~ 1979년)
- 파테트라오의 라오스 내전(1962년 ~ 1975년)
- 네팔 연합공산당의 네팔 내전(1996년 ~ 2006년)

### 민족주의
- 미국 시민들과 조지 워싱턴의 미국 독립 전쟁(1775 ~ 1783)
- 만주 독립군의 항일 투쟁(1910년 ~ 1945년)
- 아일랜드 공화국군의 아일랜드 독립 전쟁(1919년 ~ 1921년)
- 터키 대국민의회의 터키 독립 전쟁(1919년 ~ 1923년)
- 몽골 인민혁명당의 1921년 몽골 혁명(1921년)
- 북베트남의 베트남 독립 전쟁(1930년 ~ 1954년)
- 프랑스 시민의 레지스탕스 운동(1940년 ~ 1944년)
- 케냐 아프리카 국민연맹의 마우 마우(1952년 ~ 1963년)
- 쿠바 혁명(1953년 ~ 1959년)
- 알제리 민족해방전선의 알제리 독립 전쟁(1954년 ~ 1962년)
- MPLA와 UNITA의 포르투갈 식민지 전쟁(1961년 ~ 1974년)
- 이라크 민중 봉기
- 아이티 투상 로에르투르의 지도하에 일어난 아이티 독립 혁명

### 민주주의 및 자유주의
- 조선 천도교의 동학 농민 운동(1893년 ~ 1894년)
- 중국동맹회의 신해혁명(1911년 ~ 1912년)
- 스페인 인민 전선의 스페인 내전(1936년 ~ 1939년)
- 아프리카 민족회의의 남아프리카 공화국 흑인 해방 투쟁(1960년 ~ 1991년)
- UNITA의 앙골라 내전(1975년 ~ 2002년)
- 대한민국 광주 시민들의 5·18 민주화 운동(1980년)
- 루마니아 시민들의 1989년 루마니아 혁명(1989년)
- 리비아 과도국가위원회의 리비아 내전(2011년)

### 분리주의
- 방글라데시 독립 전쟁(1971년)
- 맬컴 엑스의 무장 흑분리주의 운동
- 콩고 민주 공화국의 백인 추방 봉기
- 사파티스타의 무장 공세(혁명 초기)

### 기타 종교주의
- 무자헤딘의 소련-아프가니스탄 전쟁(1979년 ~ 1989년)

## 같이 보기
- 비폭력주의
- 혁명 단계론

## 참고 자료
- 박영석 1988 중국 동북지역 - 만주의 항일민족독립운동 In 재만한인독립운동사연구, 제2주제, 일조각 (독립기념관 소장 논문)
- 레닌 1905 The Armed Forces and the Revolution, Novaya Zhizn, 14